# Mūkupurvs
Mūkupurvs es un barrio de la ciudad de Riga, Letonia.

## Superficie
Posee una superficie de 4,515 kilómetros cuadrados (451,5 hectáreas).

## Población
Hasta 2021 presentaba una población de 220 habitantes, con una densidad de población de 48,726 habitantes por kilómetro cuadrado.

## Transporte

### Rutas
- Autobús: 22, 32, 34.[1]
- Autobús expreso: 322.[1]